# Мондыч, Вильма Ивановна
Вильма Ивановна Мондыч (11 октября 1930, ныне Закарпатская область — ?) — украинская советская деятельница, звеньевая колхоза имени Кирова Виноградовского района Закарпатской области. Депутат Верховного Совета СССР 5-го созыва.

## Биография
Родилась 11 октября 1930 года в крестьянской семье на Закарпатье. Образование неполное среднее.
С 1949 года — звеньевая колхоза имени Кирова села Гетиня (центральная усадьба — в селе Чепа) Виноградовского района Закарпатской области.
Член КПСС.
Потом — на пенсии в селе Гетиня Виноградовского района Закарпатской области.

## Награды
- орден Ленина (26.02.1958)
- медали